# Talinella xerophila
Talinella xerophila är en tvåhjärtbladig växtart som beskrevs av Appleq. Talinella xerophila ingår i släktet Talinella och familjen Talinaceae. Inga underarter finns listade i Catalogue of Life.